# Anatole Mallarmé
Anatole Mallarmé, né le 16 juillet 1871 à Sens et mort le 15 octobre 1879 à Paris, est le fils du poète Stéphane Mallarmé.

## Biographie

### Vie
Anatole Mallarmé naît dans la maison de son défunt grand-père Numa Mallarmé (1805-1863) en juillet 1871 aux Gaillons, à Sens. Il est le fils de Stéphane Mallarmé et Maria Christina Gerhard (1835-1910),.
Il vit entre Paris et la maison familiale de Valvins (actuel Musée Mallarmé), louée depuis 1874 par la famille Mallarmé, notamment lors des périodes de vacances. Outre cela, il effectue, quelques séjours en Allemagne auprès de son grand-père maternel Gerhard, instituteur à Camberg.

### Maladie et mort
Sa santé se dégrade rapidement à partir d'avril 1879. Souffrant de rhumatismes articulaires aigus (signes avant-coureurs d'une ascite et d'une endocardite), le garçonnet est contraint de rester alité plusieurs mois, victime par deux fois de syncopes et d'arrêts cardiaques. Malgré les soins prodigués, souvent très douloureux, il finit par mourir en octobre de la même année, « doucement, sans le savoir », (d'après les lettres de son père) et est inhumé dans le cimetière de Samoreau. 

## Manuscrit

### Pour un tombeau d'Anatole
Rédigé en quelques mois, et retrouvés en 1898, après la mort du poète, plus de  deux cents feuillets, conservés à la Bibliothèque Doucet, liés à la maladie et au décès de son fils, seront publiés aux éditions du Seuil par Jean-Pierre Richard sous le titre Pour un tombeau d'Anatole (en) en 1961,,,, puis en 1998, Notes pour un tombeau d'Anatole, par Bertrand Marchal (Œuvres complètes - Bibliothèque de la Pléiade), enfin, dans une version nouvelle sous le titre à A. peut-être en vers, par Pierre Magnier en 2019 (Éditions Otrante). Ces écrits, dont l'agencement fait toujours débat, témoignent de l'amour et de la fascination que le poète vouait à son jeune fils.

### Traduction
- A tomb for Anatole, traduction Paul Auster, Éditions New Directions, 1983 (1re édition) ; 2005[12]

## Œuvres mises en musique
- André Boucourechliev, Thrène[13], pour bande magnétique, 1974 (Création : Festival de Royan, par Roland Barthes et V. Brière (récitants), chœurs de Radio-France)
- Gérard Pape, Pour un tombeau d'Anatole, pour soprano, dix saxophones et percussions, 1984
- Gérard Pesson, Fureur contre informe[14], pour trio pour cordes, 1998 (création : 6 février 1999, Allemagne, Cologne, par Trio Recherche)

## Spectacles
- Pour un tombeau (d'Anatole), Compagnie Ante-Muros avec Valentine Krasnochok et Baptiste Dezerces ; mise-en-scène, scénographie et adaptation : Clément Camar-Mercier, 2012 (créé à Paris au théâtre universitaire de l'ENS les 13, 14, 15 et 16 septembre 2012)
- La mort de Tintagiles, de Maeterlinck précédé de fragments pour un Tombeau d'Anatole de Mallarmé, mise en scène Denis Podalydès, Théâtre des Bouffes du Nord, 2016

## Arts plastiques
- Anatole Notes project by Jane Bustin - Londres, Galerie Copperfield, 2010

## Exposition du manuscrit
- Manuscrits de l'extrême - prison, passion, péril, possession[15], avril-juillet 2019, Bibliothèque Nationale de France (commissariat Laurence Le Bras, conservatrice, département des Manuscrits)